# Jinan Xingzhou FC
Der Jinan Xingzhou Long Football Club (chinesisch 济南兴洲足球俱乐部) ist ein chinesischer Fußballverein aus Jinan (chinesisch 濟南市 / 济南市). Aktuell spielt der Verein in der zweiten Liga, der China League One.

## Namenshistorie
| von  | bis   | Vereinsname                               |
| ---- | ----- | ----------------------------------------- |
| 2013 |       | Jinan Phebe 88 FC (chinesisch 济南菲芘88) |
| 2014 | 2015  | Jinan Icolog FC (chinesisch 济南艾可洛奇) |
| 2015 | 2016  | Shandong Vatage FC (chinesisch 山东万致)  |
| 2017 | heute | Jinan Xingzhou FC (chinesisch 济南兴洲)   |

## Erfolge
- Chinesischer Drittligameister: 2022  ▲

## Stadion
Der Verein trägt seine Heimspiele im Shandong Provincial Stadium (chinesisch 山东省体育场) in Jinan aus. Das Stadion hat ein Fassungsvermögen von 43.700 Personen.

## Trainerchronik
| Trainer       | Nation              | von            | bis               |
| ------------- | ------------------- | -------------- | ----------------- |
| Tang Jing     | Volksrepublik China | 1. Juli 2021   | 9. Juli 2023      |
| Wei Xin       | Volksrepublik China | 10. Juli 2023  | 3. September 2023 |
| Dejan Antonić | Serbien             | 1. August 2023 |                   |